# 美人が婚活してみたら
『美人が婚活してみたら』（びじんがこんかつしてみたら）は、とあるアラ子によるコミックエッセイ。
2016年から2021年まで無料まんがアプリVコミ（Vスクロールコミックス）で連載された。2018年に黒川芽以主演で映画化。

## あらすじ
美人だが男に恵まれないデザイナーの板尾タカコ（32歳）の婚活を通じて、現代に生きる女性たちの生きづらさを描いた実話を元にしたコメディ。

## コミックス
3巻まで小学館クリエイティブから刊行。「美人が婚活してみたら　Vスクロールコミックス版」として連載時と同データがVスクロールコミックス社より電子書籍が発売されている。

## 書誌情報
- 『美人が婚活してみたら』、とあるアラ子、小学館クリエイティブ、全3巻

1. 2017年5月11日 ISBN 9784778085018
2. 2018年4月11日 ISBN 9784778085032
3. 2019年3月11日 ISBN 9784778085049

## 映画
同題で映画化された。
監督：大九明子、脚本：じろう（シソンヌ）。
第10回沖縄国際映画祭（2018）で初上映。その後、2019年に一般上映された。

### キャスト
- 黒川芽以 - タカコ
- 臼田あさ美 - ケイコ
- 中村倫也 - 園木
- 田中圭 - 矢田部
- 村杉蝉之介 - 相坂
- レイザーラモンRG - 久保田
- 市川しんぺー - 梅沢
- 矢部太郎 - 荒木
- 平田敦子 - 沢渡
- 成河 - 前澤

### スタッフ
- 監督：大九明子
- 脚本：じろう（シソンヌ）
- 撮影：中村夏葉
- 照明：渡辺大介
- 美術：秋元博
- 録音：鈴木健太郎
- 整音：小宮元
- 装飾：竹原丈二、宮本恵美子
- 衣装：宮本茉莉
- ヘアメイク：外丸愛
- 音響効果：渋谷圭介
- 編集：米田博之
- 音楽：高野正樹
- 助監督：成瀬朋一
- 製作：吉本興業
- 配給：KATSU-do

### DVD
2019年発売。販売元はよしもとミュージックエンタテインメント。
- 収録内容：本編/特典映像（メイキング/舞台挨拶/予告編）
- 収録時間：本編89分+特典映像